# アウグスト・アイヒラー

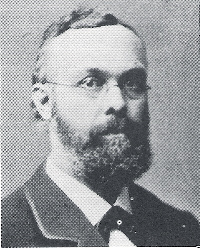
アウグスト・アイヒラー

アウグスト・アイヒラー（August Wilhelm Eichler, ラテン名：Augustus Guilielmus Eichler, 1839年4月22日 - 1887年3月2日）は、ドイツの植物学者である。分類学において、植物界を顕花植物、隠花植物の二大植物群に分類した一人である。

## 生涯
ドイツ連邦ヘッセン選帝侯国（現ヘッセン州）のノイキルヒェンに生まれた。マールブルク大学で学び、1871年にグラーツ工科大学の植物学教授、およびグラーツの植物園園長になった。1872年にキール大学の教授となり、1878年にベルリン大学の植物園の園長となった。
花の比較形態学的研究を行い『花式図』(Blütendiagramme) を著した。ブラジルのマツやソテツなどの植物群を広範囲に研究した。アイヒラーは植物を顕花植物・隠花植物の二大植物群に分類し、これは進化の考えて分類を行うさきがけであり、系統分類法のさきがけでもあった。また顕花植物を被子植物と裸子植物に分け、被子植物を単子葉植物と双子葉植物に分けた。この分類はヨーロッパで広く受け入れられ、アドルフ・エングラーの分類大系のもとになった。1876年コテニウス・メダル受賞。

## 著書
- Blütendiagramme, Volume I: 1875, Volume II: 1878 (Floral diagrams). (Botanicus.org Website), (Biodiversity Heritage Library
- Flora Brasiliensis (Flora of Brazil) カール・フリードリヒ・フィリップ・フォン・マルティウス (Carl Friedrich Philipp von Martius) の死後1868年から1887年まで編集、その後イグナーツ・ウルバン (Ignatz Urban) が継承 (Botanicus.org Website)
- Syllabus der Vorlesungen über Phanerogamenkunde (1883) 3rd Edition, Berlin (Register of the lectures about Phanerogamae)
- Beiträge zur Morphologie und Systematik der Marantaceen (1884)
- Zur Entwickelungsgeschichte der Palmenblätter (1885)
- Caroli Frid. Phil. Martii Flora Brasiliensis, sive
- Flora Brasiliensis, enumeratio plantarum in Brasilia hactenus detectarum :quas suis aliorumque botanicorum studiis descriptas et methodo naturali digestas partim icone illustratas /ediderunt Carolus Fridericus Philippus de Martius et Augustus Guilielmus Eichler ; iisque defunctis successor Ignatius Urban ; with Martius, Karl Friedrich Philipp von, 1794-1868, Endlicher, István László, 1804-1849, Fenzl, Eduard, 1808-1879, Mary, Benj, Oldenburg, R.Urban and Ignaz, 1848-